# Rövid kisujjhajlító izom (kéz)

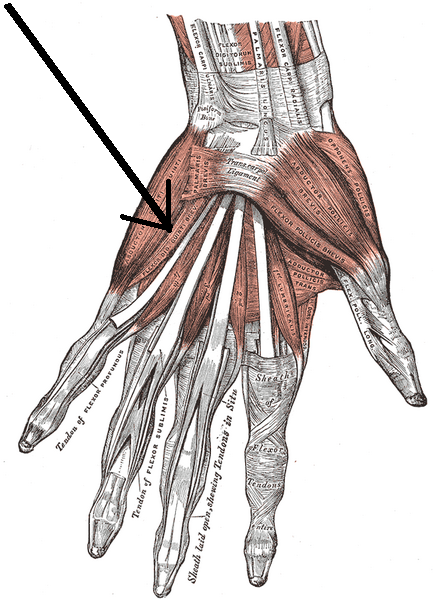
A tenyér izmai (a nyíl mutatja az apró izmot)

A rövid kisujjhajlító izom (kéz) (latinul musculus flexor digiti minimi brevis) egy apró izom az ember tenyerében.

## Eredés, tapadás, elhelyezkedés
A horgascsont (os hamatum) kis kampójáról és a hajlítóizmokat leszorító szalagról (retinaculum flexorum) ered. A kisujj első ujjperccsontjának az ulnaris oldalán tapad.

## Funkció
Hajlítja a kisujjat.

## Beidegzés
A nervus ulnaris idegzi be.